# ベッルーノ県

ベッルーノ県
Provincia di Belluno

ベッルーノ県（ベッルーノけん、イタリア語: Provincia di Belluno) は、イタリア共和国ヴェネト州に属する県。県都はベッルーノ。

## 地理

### 位置・広がり
ヴェネト州の北部に位置し、北東にオーストリアと接する。県都ベッルーノは、トレヴィーゾから北へ53km、ボルツァーノから東南へ77km、州都ヴェネツィアから北へ79km、トレントから東へ85kmに位置する。

#### 隣接する県
隣接する県（およびそれ相当の行政区画）は以下の通り。AUTはオーストリア領を示す。
- ティロル州 (AUT) - 北東
- ケルンテン州 (AUT) - 北東
- ウーディネ県（フリウリ＝ヴェネツィア・ジュリア州） - 東
- ポルデノーネ県（フリウリ＝ヴェネツィア・ジュリア州） - 東南
- トレヴィーゾ県 - 南
- ヴィチェンツァ県 - 南西
- トレント自治県（トレンティーノ＝アルト・アディジェ州） - 西
- ボルツァーノ自治県（トレンティーノ＝アルト・アディジェ州） - 北西

### 地勢

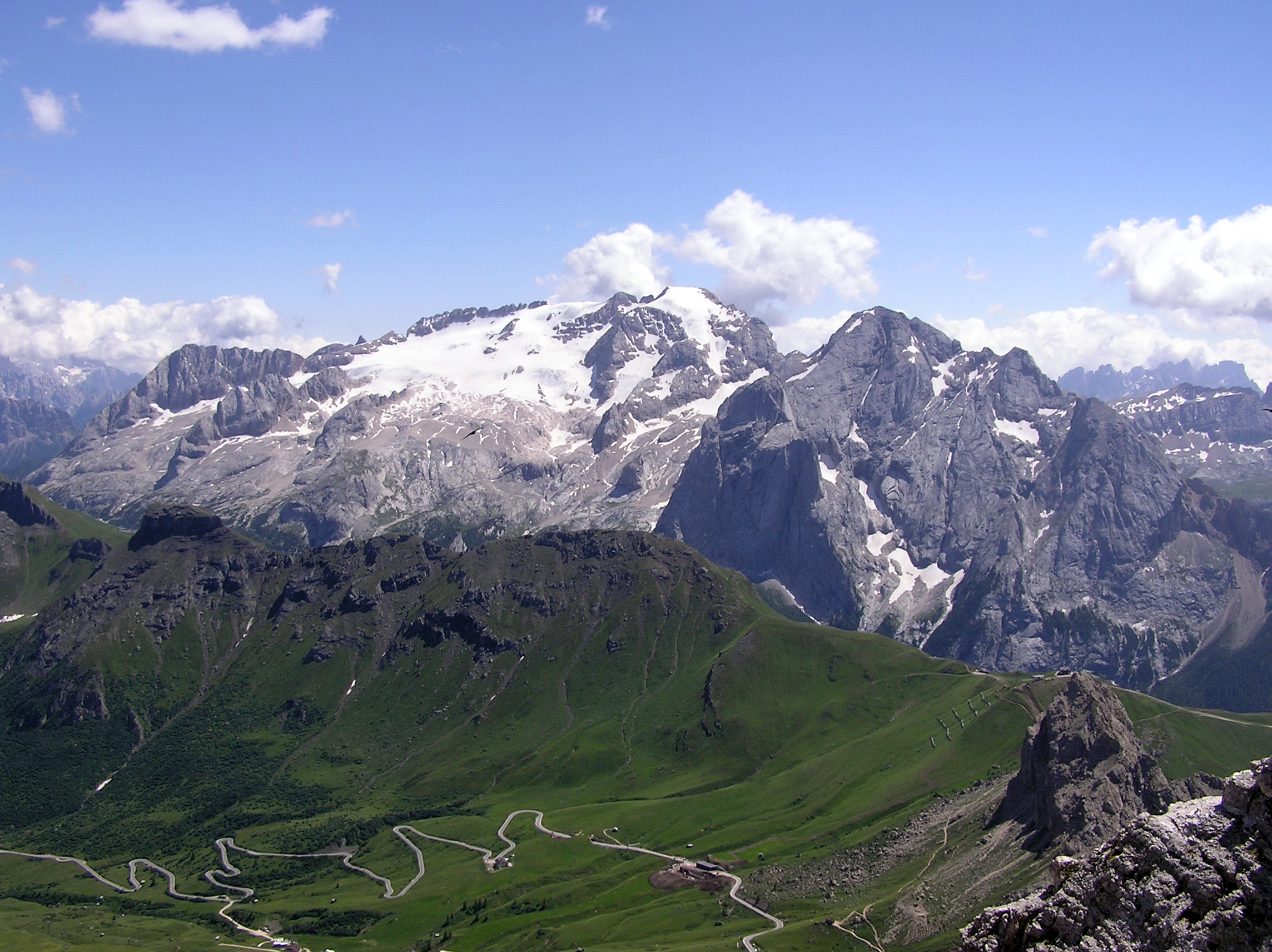
マルモラーダ山 (3342m)

山
- ドロミーティ山地

河川・湖沼
- ピアーヴェ川
- ミズリーナ湖

### 県内の地域と主要な都市
2001年の国勢調査に基づく居住地区（Località abitata）別人口統計よれば、人口5000人以上の都市・集落は以下の通り。（　）内は所属コムーネ（自治体）名を示すが、都市・集落名と同一の場合は省いた。
- ベッルーノ - 24,877人
- フェルトレ - 12,278人
- コルティーナ・ダンペッツォ - 5,629人
- セーディコ - 4,672人
- ポンテ・ネッレ・アルピ＝ポルペト（ポンテ・ネッレ・アルピ市） - 4,599人
- サンタ・ジュスティーナ - 4,158人

- ベッルーノ
- フェルトレ
- コルティーナ・ダンペッツォ

## 行政区画

### コムーネ
ベッルーノ県には60のコムーネが属する。主要なコムーネ（人口5000人以上）は下表の通り。左端の数字はISTATコードを示す。人口は2022年1月1日現在。
右の地図中の番号は、コムーネのISTATコード下3桁を示す。下表に掲げた主要なコムーネのうち、地図中に名称を記さなかったものについては、番号を太字で示した。
| コード | 自治体名                   | 人口   |
| ------ | -------------------------- | ------ |
| 025006 | ベッルーノ                 | 35,436 |
| 025021 | フェルトレ                 | 20,321 |
| 025074 | ボルゴ・ヴァルベッルーナ   | 13,441 |
| 025053 | セーディコ                 | 10,155 |
| 025040 | ポンテ・ネッレ・アルピ     | 7,903  |
| 025048 | サンタ・ジュスティーナ     | 6,632  |
| 025072 | アルパゴ                   | 6,594  |
| 025016 | コルティーナ・ダンペッツォ | 5,682  |
| 025029 | リマーナ                   | 5,340  |
| 025071 | ロンガローネ               | 5,104  |

21世紀に入って以降、以下のコムーネ統廃合 (it:Fusione di comuni italiani) が行われている。
2013年発足
- クエーロ・ヴァス（クエーロ、ヴァスが合併）

2014年発足
- カステッラヴァッツォがロンガローネに編入

2016年発足
- アルパゴ（ファッラ・ダルパーゴ、ピエーヴェ・ダルパゴ、プオス・ダルパゴが合併）
- ヴァル・ディ・ゾルド（フォルノ・ディ・ゾルド、ゾルド・アルトが合併）

2019年発足
- ボルゴ・ヴァルベッルーナ（レンティアーイ、メル、トリキアーナが合併）

2024年発足
- セッテヴィッレ（アラーノ・ディ・ピアーヴェ、クエーロ・ヴァスが合併）

## 経済・産業

### 眼鏡
ベッルーノ県北東部（ロンガローネからコメーリコ・スペリオーレにかけてのカドーレ地方一帯）は、イタリアにおける眼鏡産業の集積地である。イタリア国内におけるベッルーノ県への眼鏡生産の集中度は75%に達する。
1878年、アンジェロ・フレスクーラ（Angelo Frescura）らがカラルツォ・ディ・カドーレに眼鏡工場を建設したのがベッルーノ県の眼鏡産業のはじまりで、当時貧弱な工業しかなかったこの土地に地場産業として根付いた。1998年には、大企業から零細工房まで合わせて930の眼鏡生産企業があった。
2000年代におけるイタリアの4大眼鏡メーカー、ルックスオティカ（創業地はアーゴルド、現本社はミラノ）、サフィロ (Safilo) （創業地はピエーヴェ・ディ・カドーレ、現本社はパドヴァ）、デ・リーゴ (it:De Rigo) （創業地はピエーヴェ・ディ・カドーレ、現本社はロンガローネ）、マルコリン (it:Marcolin) （創業地はドメッジェ・ディ・カドーレ、現本社はロンガローネ）はいずれもベッルーノ県が創業地であり、県内に生産拠点を持つ。4大メーカーは自社ブランド生産を行うほか、高級ブランドの眼鏡の独占的なライセンス生産を行っており（たとえばルックスオティカはシャネルやプラダなど、サフィロはディオール、アルマーニ、グッチなどのブランドライセンスを持っている）、また買収により有名ブランドを傘下に収めている（ルックスオティカが買収したレイバンなど）。
1990年代末以降の国際競争の激化の中で、大メーカーが輸出・販売を拡大する一方で、中小企業・零細工房が淘汰されて企業数は減少している。

## 人物

### 著名な出身者
- ティツィアーノ・ヴェチェッリオ - ルネサンス期の画家。ピエーヴェ・ディ・カドーレ生まれ
- グレゴリウス16世 - 19世紀前半のローマ教皇。ベッルーノ生まれ。
- ヨハネ・パウロ1世 - 20世紀のローマ教皇。カナーレ・ダーゴルド生まれ。